# Владика арбанашка
Владика арбанашка или владика (лат. Thalassoma pavo) је врста рибе из рода Thalassoma, породице усњача, подреда Labroidei, реда Perciformes, надреда Acanthopterygii, која се може наћи дјеломично на средњем и на јужном дијелу Јадрана, Средоземном мору, у источном Атлантику од Португала до Габона, Мадеира, Канарска Острва и Сао Томе и Принсипе.

## Називи

### Српски назив
На српском језику ова риба се назива Владика арбанашка, понекад и арбанаска. Исти назив се користи и у Црној Гори, Хрватској, Србији и Босни и Херцеговини. Назив владика је народни српски православни назив за епископа, бискупа, који се и данас користи код православних Срба. Боје ове рибе су народ у приморју подсјећале на шарене богослужбене одежде владика, па је риба названа владиком, а арбанашка је од назива Арбанаси.

### Називи на другим језицима
Ornate wrasse (енглески), Karkaleci antenëgjatë i gjelbër (албански), Pauwlipvis (холандски), Γαϊτανούρι (Гетанури) (грчки), Tawwason hayyam (хебрејски), Verde (шпански), Donzella pavonina (италијански), Meerpfau (њемачки), Talasoma tęczowa (пољски), Bodião-verde (португалски), Павлинья талассома (Павлиња таласома) (руски), Pavji knez (словеначки), Gün (турски), Girelle-paon (француски).

## Опис
Први ју је стручно описао 1758. године шведски природњак и научник Карл фон Лине. Издужена је и благо бочно спљоштена. Интензитет боје овиси о полу, сезони и старости. Глава је смеђе-црвена са плавим шарама. Пераје су смеђе-црвене и плаве боје, а женке имају и примјесе зелене боје. Мужјаци су углавном зеленкасте боје. Измеђи леђне и прсне пераје је плава вертикална пруга. Женке имају 5 вертикалних плавих пруга и на средини леђа црну мрљу. Нарасту углавном до 20 центиметара, а максимална забиљежена дужина је 25 центименатара. Млади примјерци су жуте боје с црном мрљом на средини леђа. Распрострањене су углавном уз каменита и хридинаста дна обрасла алгама од 1-15 метара (али и до 50 метара). Хране се рачићима и мекушцима. Ноћ проводе закопане у пијеску, а дању су у покрету. Млади примјерци чисте друге рибе од паразита.